# Banda della Comasina
La Banda della Comasina (bande de Comasina) est le nom utilisé par les médias italiens pour indiquer un groupe criminel actif dans les années 1970 dans les vols, les enlèvements, le trafic de drogue et d'armes dans le quartier de Comasina situé au nord de Milan.

## Activités du groupe mafieux
Le groupe dirigé par Renato Vallanzasca surnommé « Il fiore del male » (la fleur du mal) contrôlait des quartiers entiers de Milan, en plaçant même des barrages routiers pour que les policiers ne puissent pas intervenir. Un de leurs plus grands faits est le kidnapping de Manuela Trapani, 16 ans, qui était la fille d'un riche homme d'affaires de Milan.
L'histoire de la Banda della Comasina est contée dans le livre Il fiore del male écrit par son chef Renato Vallanzasca.

## Déréférencement de la part de Google
Fin juillet 2014, l'article Wikipédia en italien a fait l'objet d'une procédure de déréférencement de la part de Google dans les pages présentées, au nom du « droit à l'oubli » . Cet article fait partie des deux articles de langue italienne ayant fait l'objet d'une telle procédure, sur les sept articles déréférencés en juillet 2014.